# Mitsuo Watanabe
Mitsuo Watanabe (渡辺 三男, Watanabe Mitsuo) né le 4 juin 1953 à Préfecture de Tochigi au Japon est un footballeur japonais.